# Young King OURs
Young King Ours (ヤングキングアワーズYangu Kingu Awāzu?) es una revista de manga seinen mensual publicada en Japón por Shōnen Gahōsha, dirigido principalmente a un público masculino, la mayoría de los adolescentes mayores y adultos jóvenes. Esta es la publicación hermana de Young King (que a su vez fue publicación hermana de la ahora suspendida Shōnen King).

## Mangaka y series aparecen en Young King Ours
- Kouta Hirano:
  - Hellsing
  - Hellsing: The Dawn
  - Drifters

- Akihiro Itō: 
  - Geobreeders

- Gaku Miyao:
  - Kazan

- Yasuhiro Nightow: 
  - Trigun Maximum (publicado originalmente como Trigun en Shōnen Captain)

- Kōshi Rikudō: 
  - Excel Saga

- Masahiro Shibata: 
  - Sarai

- Satoshi Shiki: 
  - I - Daphne in the Brilliant Blue

- Toshimitsu Shimizu: 
  - Maico 2010
  - Red Prowling Devil

- Hiroki Ukawa: 
  - Shrine of the Morning Mist

- Shutaro Yamada: 
  - Loan Wolf

- Daisuke Moriyama: 
  - World Embryo